# 8612 Burov
8612 Burov è un asteroide della fascia principale. Scoperto nel 1978, presenta un'orbita caratterizzata da un semiasse maggiore pari a 2,3581463 au e da un'eccentricità di 0,2030037, inclinata di 4,73840° rispetto all'eclittica.
L'asteroide è dedicato all'architetto russo Andrej Konstantinovič Burov.